# Şükrü Gülesin
Şükrü Gülesin (* 14. September 1922 in Istanbul; † 10. Juli 1977 ebenda) war ein türkischer Fußballspieler, -trainer und -funktionär. Durch seine langjährige Tätigkeit für Beşiktaş Istanbul wird er sehr stark mit diesem Verein assoziiert und von Vereins- und Fanseiten als einer der legendärsten Spieler der Vereinsgeschichte gesehen. Er spielte während seiner Beşiktaş-Zeit mit für den Verein legendären Spielern wie Hakkı Yeten, Şeref Görkey, Eşref Bilgiç, Hüseyin Saygun, Hüsnü Savman, Feyzi Uman und İbrahim Tusder zusammen und war ein wichtiger Teil jener Mannschaft, die in den Jahren von 1933 bis 1948 acht Mal mit der Istanbuler Meisterschaft den damals wichtigste Titel im türkischen Fußball, davon fünf Titel in Folge, gewinnen konnte. Er ist der vierterfolgreichste Torschütze der Vereinsgeschichte. Als technisch begabter Kunstschütze war für die direkte Verwandlung seiner Eckstöße zum Tor berüchtigt und wurde deswegen auch Kornerlerin Ustası  (dt.: Der Meister der Eckstöße) genannt. Da er gegen Ende seiner Fußballkarriere einen kleinen Bauchansatz hatte, wurde er auch Göbekli Şükrü (dt.: Der bauchige Şükrü) genannt. Jährlich wird an seinem Todestag von Vereinsfunktionären und Anhängern Beşiktaş' an seinem Grab eine Andacht gehalten.

## Spielerkarriere

### Verein
Gülesin kam auf Kınalıada, einer der Istanbuler Prinzeninseln, zur Welt. Ab seinem zehnten Lebensjahr verlagerte seine Familie ihren ständigen Wohnsitz auf diese Insel. Sein Vater Ahmet Şükrü Bey war als Kommissar tätig. Gülesin beschäftigte sich während seiner Jugend mit vielen Sportarten wie Schwimmen, Leicht- und Schwerathletik. Erst mit 15 Jahren begann er auch mit dem Fußball. Wenig später begann mit dem Vereinsfußball in der Nachwuchsabteilung von Kınalıadaspor und spielte hier erst auf der Position des Torhüters. Nachdem Gülesin seine Schullaufbahn auf dem İstanbul Lisesi („Gymnasium Istanbul“) fortsetzte, fiel er Niko Zervudakis, einem Vereinsfunktionär von Beyoğluspor, auf. Dieser überredete den jungen Gülesin zu einem Wechsel zu Beyoğluspor. Bei diesem Klub spielte er ab 1939 plötzlich mit damals namhaften Spielern Nikola Büyükvafiadis (eher als Buduri bekannt), Etyen und Bambino zusammen und entwickelte sich sportlich weiter. Eines Tages spielte er mit Beyoğluspor auf Kınalıada gegen seinen alten Klub Kınalıadaspor. Für dieses Spiel lief Gülesin ein letztes Mal für seinen alten Klub auf und spielte damit gegen seinen aktuellen Klub Beyoğluspor. Das Spiel endete 5:1 für den Gastgeber, wobei Gülesin überragend spielte und drei Tore schoss. Unmittelbar nach dieser Partie sprachen den damals 18-jährigen Gülesin mit Hakkı Yeten und Fehmi Erol zwei Personen vom amtierenden Istanbuler Meister Beşiktaş Istanbul an und luden ihm zum Mannschaftstraining von Beşiktaş ein.
Bei Beşiktaş beschäftigte sich von Anfang an Hakkı Yeten, dem damals wichtigsten Spieler und Kapitän der Mannschaft, mit dem jungen Gülesin. Mit Yeten als Mentor entfaltete sich Gülesin rasch. Zur Saison 1940/41 wurde er in den Kader der Fußballmannschaft Beşiktaş' aufgenommen. Er kam in dieser Spielzeit in der Partie der İstanbul Ligi (dt. Istanbuler Liga) vom 13. Oktober 1940 gegen den Erzrivalen Galatasaray Istanbul zum Einsatz und gab damit sein Debüt für Beşiktaş. Da damals in der Türkei keine landesübergreifende Profiliga existierte, existierten stattdessen in den Ballungszentren wie Istanbul, Ankara und Izmir regionale Ligen, von denen die İstanbul Ligi (auch İstanbul Futbol Ligi genannt) als die renommierteste galt. Bereits in seiner zweiten Partie, der Heimpartie gegen Vefa Istanbul, gelangen ihm zwei Tore. Im weiteren Saisonverlauf absolvierte er trotz seiner Jugend zwölf weitere Ligaspiele und erzielte zwei Tore. Seiner Mannschaft gelang in dieser Saison die Titelverteidigung in der Istanbuler Meisterschaft. Zudem gewann sie die Millî Küme, eine Art Meisterschaft, an der die Mannschaften der drei Großstädte Istanbul, Ankara und Izmir teilnahmen. Gülesin absolvierte alle Milli-Küme-Spiele und erzielte ein Tor. In den nachfolgenden drei Jahren gelang Gülesins Mannschaft zwei Mal die Titelverteidigung in der Istanbuler Meisterschaft. Dadurch brach die Mannschaft mehrere Ligarekorde. Während dieser Spielzeiten steigerte Gülesin sich sukzessive und wurde zu einem der wichtigsten Leistungsträger seiner Mannschaft. Bereits in seiner zweiten Saison wurde er mit 18 Toren in der Istanbuler Liga der erfolgreichste Torschütze Beşiktaş'. In der Saison 1943/44 verfehlte Gülesins Mannschaft die sechste Titelverteidigung in Folge und vergab die Meisterschaft an den Erzrivalen Fenerbahçe Istanbul, konnte aber den İstanbul-Pokal und den Premierminister-Pokal gewinnen. Gülesin erzielte in dieser Spielzeit 27 Tore in nur 17 Spielen und stellte damit eine neue Karrierebestmarke ein.
Im Sommer 1944 musste Gülesin einen Teil seines Militärdienstes in Ankara ableisten. Dies nahm sein Verein zum Anlass, ihn für diese Saison an den Hauptstadtverein MKE Ankaragücü auszuleihen. Mit diesem Verein spielte er in der Ankara Futbol Ligi (dt. Fußballliga Ankara). Bereits vor Ende der Saison 1944/45 kehrte er zu Beşiktaş zurück und absolviert bis zum Saisonende drei Pflichtspiele. Nach dieser kurzen Auszeit spielte er die nächsten fünf Spielzeiten durchgängig für Beşiktaş und konnte während dieser Zeit noch zwei weitere Male die Istanbuler Meisterschaft, einmal den İstanbul-Pokal und einmal den Premierminister-Pokal holen.
In der Saison 1948/49 wurde Gülesins Verein von dem berühmten italienischen Trainer Giuseppe Meazza trainiert. Dieser war derart von Gülesins Qualitäten überzeugt, dass er einigen italienischen Vereinen empfahl, Gülesin zu verpflichten. Als erstes versuchte Lazio Rom Gülesin zu verpflichten und ließ ihn erst einige Zeit an einem Probetraining teilnehmen. Nach einem mehrwöchigen Probetraining und zwei Testspielen für Lazio konnte er zwar die Verantwortlichen von einer Verpflichtung überzeugen, wurde aber für die anstehende Saison an den Ligarivalen, den süditalienischen Verein US Palermo, ausgeliehen. Gülesin war damit einer der ersten türkischen Spieler, die ins Ausland wechselten. Gleich in seiner ersten Saison wurde er hinter seinem Teamkollegen Dante Di Maso zweitbester Torjäger seiner Mannschaft. Besonders in der Ligapartie vom 3. Dezember 1950 gegen Lazio erzielte Gülesin ein Tor und bereitet das andere Tor zum 2:1-Sieg seiner Mannschaft vor. Diese Leistungen führte dazu, dass ihn zur nächsten Saison, der Saison 1951/52, Lazio Rom im Kader behielt. In dieser Saison steigerte Gülesin seine Vorjahresleistung auf 16 Ligatore, wurde bester Torschütze seiner Mannschaft und einer der besten der Saison im Allgemeinen. Trotz dieser deutlichen Leistungssteigerung wurde er für die Saison 1952/53 zum abstiegsbedrohten Verein US Palermo ausgeliehen. Bei diesem Verein spielte er eine Spielzeit und konnte dazu beitragen, dass der Verein den erhofften Klassenerhalt erreichte.
Im Sommer 1953 versuchten einige Beşiktaş-Vereinsfunktionäre Gülesin während eines Urlaubs in Istanbul für eine Rückkehr zu bewegen. Nachdem Gülesin zugesagt hatte, zog Beşiktaş aufgrund der hohen Ablösesumme von dem Vorhaben zurück. Stattdessen wechselte der resignierte Gülesin zum Erzrivalen Galatasaray Istanbul. Hier spielte er etwa zwei Jahre lang und musste 1955 seine Karriere beenden, nach Galatasaray zuvor seinen Vertrag aufgelöst hatte. Da Galatasaray Gülesins Lohn nicht gezahlt hatte, verklagte er den Verein und bekam erst durch ein Gerichtsbeschluss seinen Lohn.
Jahre später organisierte Hakkı Yeten, der ehemalige Mitspieler und Mentor Gülesins und 1965 Beşiktaş' Vereinspräsident, mit Lazio Rom ein Abschiedsspiel für Gülesin. In dieser Begegnung, welches am 27. Oktober 1965 in Istanbul gespielt wurde, verabschiedete sich Gülesin von der Fußballbühne.

### Nationalmannschaft
Gülesin begann seine Nationalmannschaftskarriere 1948 mit einem Einsatz im Testspiel gegen die Griechische Nationalmannschaft. In diesem Spiel, welches seine Mannschaft mit 3:1 gewinnen konnte, gelang Gülesin mit seinem Tor zum 3:1-Endstand auch sein erstes Tor im Dress der türkischen A-Auswahl. Bis zum Herbst 1951 absolvierte er zehn weitere Partien und erzielte noch drei Tore. Da ein großer Teil seiner aktiven Fußballspielerkarriere in die Zeit des Zweiten Weltkrieges gefallen war, wurden elf Jahre lang keine Länderspiele ausgetragen und so konnte Gülesin seine Nationalmannschaftskarriere erst 1948 beginnen.
Mit der Türkischen Auswahl nahm Gülesin an den Olympischen Sommerspielen 1948 teil. Zudem nahm er mit der Nationalmannschaft im Sommer 1949 am Mittelmeerpokal teil und belegt hinter der B-Auswahl der italienischen Nationalmannschaft den zweiten Platz.

## Trainer- und Funktionärskarriere
Gülesin wurde 1955 und 1956 als potenzieller Cheftrainer von Beşiktaş Istanbul gehandelt. Nachdem sich diese Gerüchte nicht bewahrheitet hatten, übernahm er im November 1956 den Istanbuler Verein Emniyet SK, den Fußballklub der örtlichen Polizei, als Cheftrainer. Diesen Verein betreute er dann etwa ein Jahr lang. 26. November 1957, Milliyet, Sayfa 6
Im April 1958 wurde er bei Beşiktaş Istanbul als neuer Manager vorgestellt. Nach etwa einem Monat trat er aber von seinem Amt zurück.
Ende der 1950er Jahre verlagerte Gülesin seinen Wohnsitz nach Rom. Hier betrieb er ein türkisches Restaurant und war auch als Korrespondent für die Tageszeitung Milliyet tätig.
Im November 1964 wurde Gülesin beim Zweitligisten Karşıyaka SK als neuer Cheftrainer vorgestellt. Diesen Klub trainierte er bis zum April 1965 und übernahm dann den Stadtrivalen und Erstligisten Izmirspor. Mit der abstiegsbedrohten Mannschaft sicherte er zum Saisonende den Klassenerhalt. Trotz dieses Erfolges setzte er seine Tätigkeit nicht fort. Er blieb in Izmir und arbeitete hier wieder für die Tageszeitung Milliyet. 1965 zog er wieder nach Istanbul und arbeitete hier für Milliyet als Sportjournalist.
Nachdem er bis zum Sommer 1967 ausschließlich als Sportjournalist tätig gewesen war, übernahm er zur Saison 1967/68 parallel zu seiner Journalistentätigkeit den Zweitligisten Adanaspor. Diesen Verein verließ er aber bereits vor der nächsten Winterpause. Im März 1968 übernahm er dann den Istanbuler Erstligisten Feriköy SK. Mit dem abstiegsbedrohten Verein beendete er die Saison als Tabellenletzter und verpasste so den Klassenerhalt.
Im Dezember 1968 wurde Gülesin für die am 17. Januar 1969 anstehendes Testspiel gegen die Saudi-arabische Nationalmannschaft zum türkischen Nationaltrainer ernannt. Nach dieser Begegnung wurde er dann von seinem Amt wieder entbunden.
Ab 1969 begann er bei Beşiktaş als Vereinsfunktionär zu arbeiten.

## Tod
Gülesin, der nach dem Ende seiner Fußballspielerkarriere schnell übergewichtig wurde, verstarb am 10. Juli 1977 an den Folgen eines Herzinfarktes in Istanbul. Er wurde zwei Tage später nach dem Mittagsgebet in der Istanbuler Teşvikiye-Moschee im Emirgan-Friedhof beigesetzt.

## Erfolge

### Als Spieler
Mit Beşiktaş Istanbul
- Meister der İstanbul Futbol Ligi: 1940/41, 1941/42, 1942/43, 1944/45, 1945/46, 1949/50
- Meister der Millî Küme: 1941
- Meister der Maarif Mükafatı: 1943/44
- Bildungsministeriumsspokalsieger: 1946/47
- İstanbul-Pokalsieger: 1943/44, 1945/46
- Premierminister-Pokalsieger: 1943/44, 1946/47

Mit der Türkischen Nationalmannschaft
- Teilnahme an den Olympischen Sommerspielen: 1948
- Zweiter im Mittelmeerpokal: 1949